# Didynamipus sjostedti
Didynamipus sjostedti é uma espécie de anfíbio da família Bufonidae e único representante do gênero Didynamipus.
Pode ser encontrada nos seguintes países: Camarões, Guiné Equatorial e Nigéria.
Os seus habitats naturais são: florestas subtropicais ou tropicais húmidas de baixa altitude, regiões subtropicais ou tropicais húmidas de alta altitude e florestas secundárias altamente degradadas.
Está ameaçada por perda de habitat.